# Нахор (сын Серуха)
Нахо́р, Накго́р (др.-евр. ‬и ивр. נחור‎ [Nāḥōr] — храпящий, хриплый) — библейский персонаж, сын Серуха и (по Книге Юбилеев) Мелки, отец Фарры. Дед Авраама и своего тёзки Нахора (брата Авраама) — сыновей Фарры.
Нахор упоминается в библейских генеалогиях в первой Книге Хроник и Евангелии от Луки.
Согласно некоторым интерпретациям, он родился и вырос в шумерском городе-государстве Ур на реке Евфрат в нижней Месопотамии.
Согласно Масоретскому тексту прожил 148 лет; по Септуагинте — 208 лет; по другим источникам — 119.
Мхитар Айриванеци упоминает жену Нахора — Иecxу. В Книге Юбилеев упоминается имя жены Накгора (Нахора) — Ийосака (дочь Нестега).
В Книге Бытия упоминается единожды в родословиях, другие тексты (Хроника Иоанна Малалы, Хроника Георгия Амартола, затем русские летописи и проч) дают ему расширенную биографию человека, который, как и его отец Серух, занимался изготовлением и продажей статуй идолов: "Нахор начал так же кумиры творить, как и отец его Серух. Но об этом дьявол очень старался - прельстить род еврейский, дабы забыли благодать Божию и поклонялись кумирам, что и стало. Нахор не уразумел, что отец его Серух во имя доблестных людей творит кумиры. Сей же Нахор, не поняв это, как богов чтил их; и поклонялся им, и продавал кумиры всему роду еврейскому. Также и язычники, мимо проходящие, покупали, и, забыв благодать Божию, поклонялись кумирам; дьявол же радовался все более, войдя в прельщенных человеков" ("Лицевой Летописный свод").